# City Island (Bronx)
A City Island egy kis sziget New York Cityben, mely egyúttal a metropoliszhoz tartozó városrész, Bronx egyik, 2010-es adatok szerinti 4362 lelket számláló körzete is. A 2,4 km hosszú, 0,8 km keskeny szigetet egy közúti híd, a City Island Bridge köti össze Bronx-szal. City Island pár utcából álló települése a tengeri ételeket kínáló éttermei miatt, egynapos kirándulási lehetőségként igen népszerű.  
Az utolsó jégkorszakban keletkezett sziget 1654-ben több más szigettel együtt – Pelham Islands – a Thomas Pell, angol orvos birtokában levő 50 000 hektáros Pelham uradalom része lett. Több tulajdonosváltás után 1898-ban vált New York város részévé. A sziget legdélibb csücskénél található Belden Point-nál William Belden 1887-ben vidámparkot nyitott, üdülőhellyé fejlesztették, ami a 20. század elején New York iparmágnásai - köztük Vincent Astor, J.P. Morgan, William Randolph Hearst - számára is kikapcsolódást nyújtott. 1960-ban City Island lett az utolsó körzete New Yorknak, amit az automata telefonhálózatba bekapcsoltak. Belden Point ma számos sikeres étteremnek ad otthont. A vitorlás kultúra is erősen jelen van a szigeten, területén ma több jacht klub is működik. Egy múzeuma, a City Island Tengerészeti Múzeum, valamint több régi viktoriánus kúria található itt.

## Élővilág
A sziget kis része természetvédelmi terület. Állatvilága gazdag, megtalálható itt, mint a környék más részein is, mosómedve, mókusfélék, nyúl, szarvas, prérifarkas, vadpulyka, vadkacsa, fehérfejű kerceréce, tőkés réce, kormorán, hattyú. Az itt élő papagájokat (barátpapagáj) eredetileg Dél-Amerikából hozatták be, majd a vadonban is elszaporodtak. 

## Képek

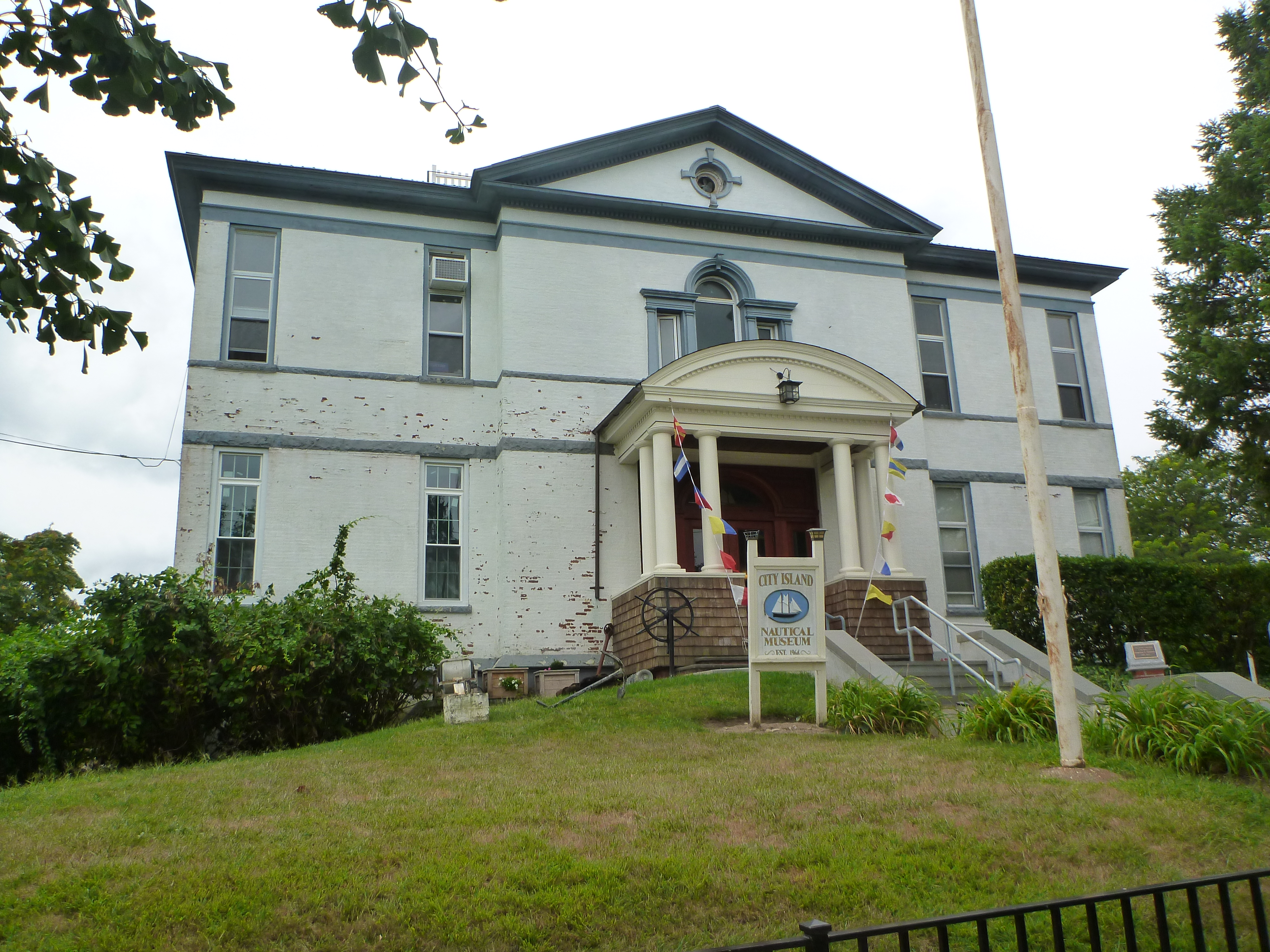
A korábbi iskolaépület, jelenleg a City Island Tengerészeti Múzeum, 2016
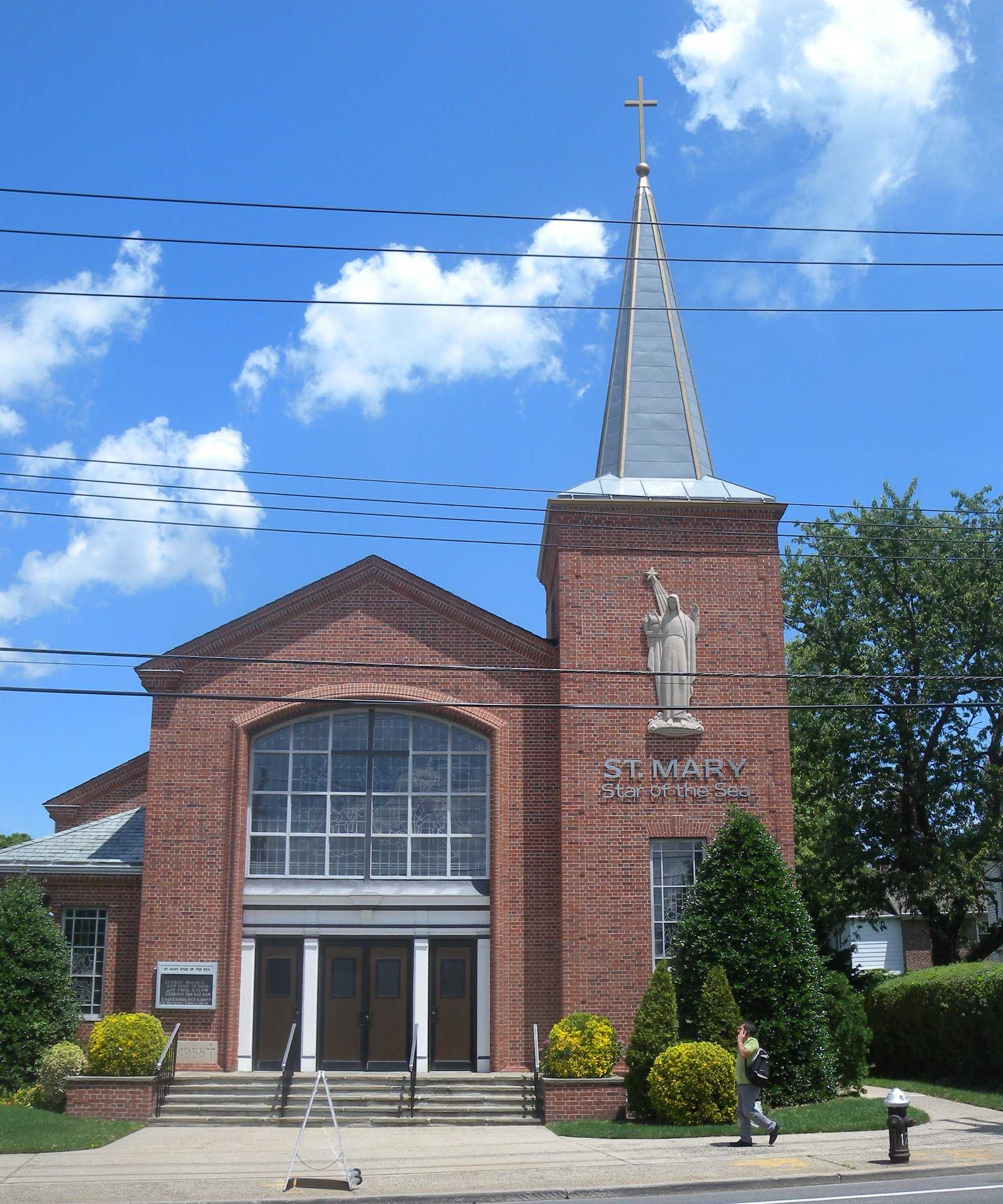
Katolikus temploma, 2012
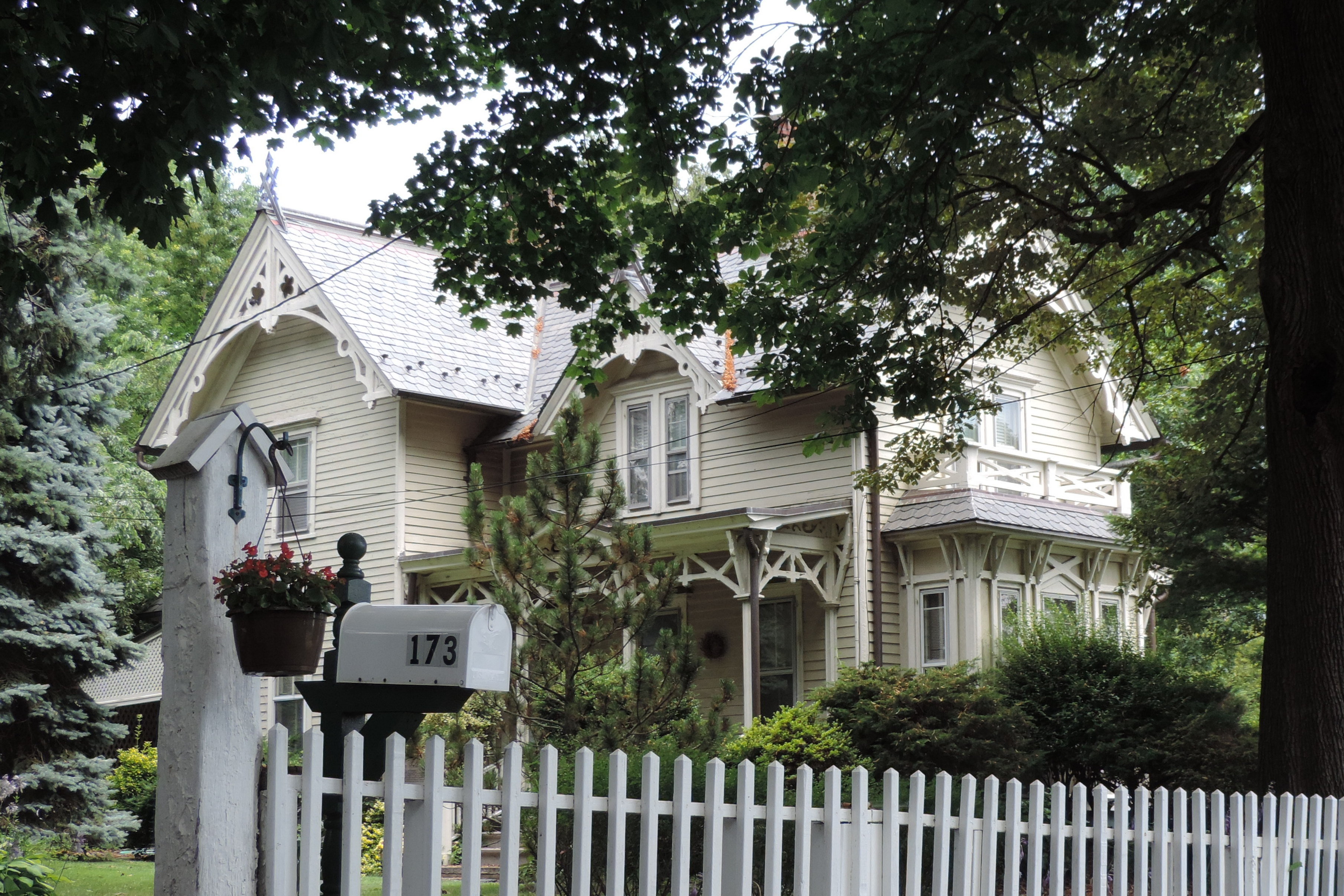
Egyik régi épülete
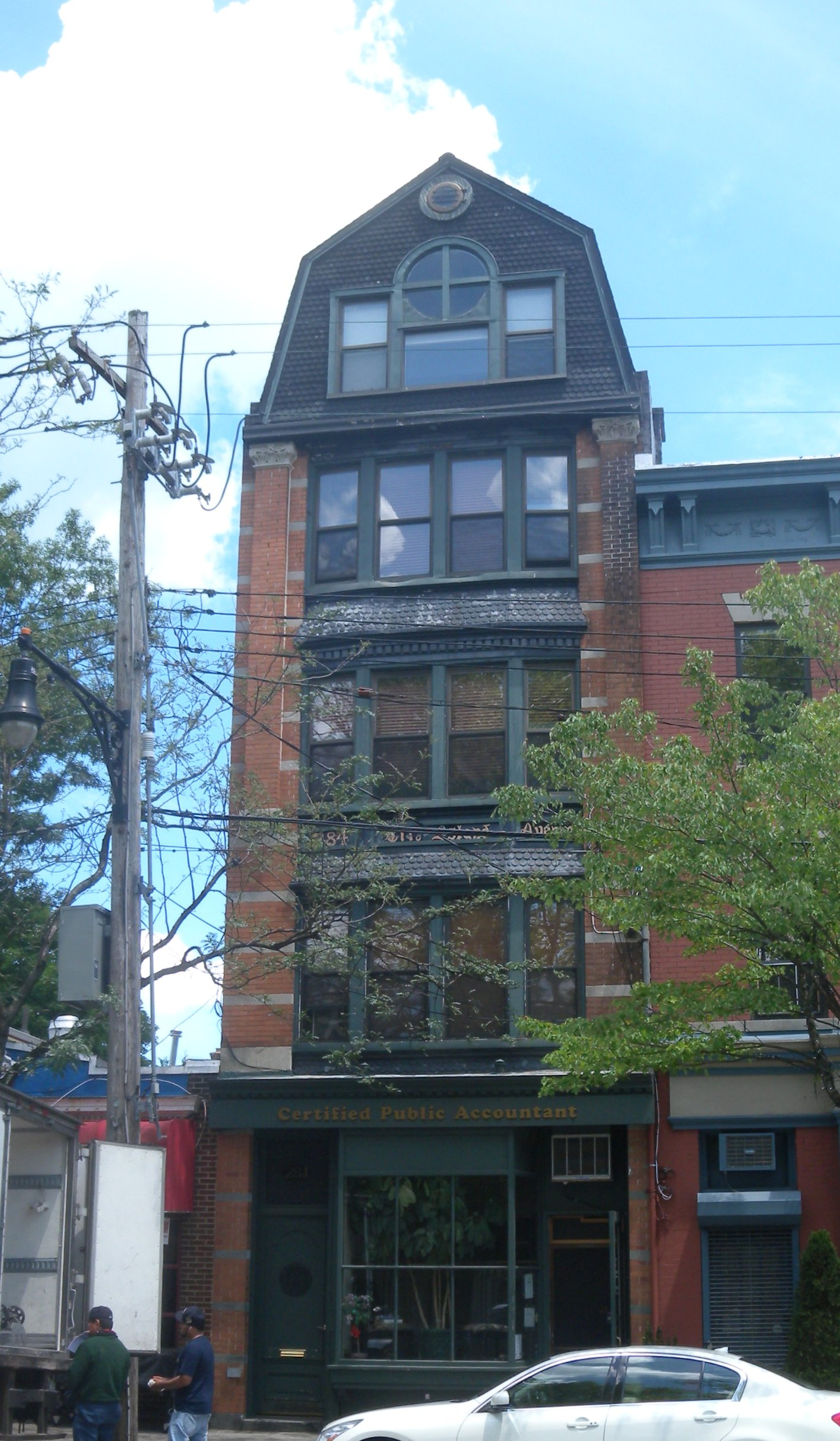
Egyik régi épülete
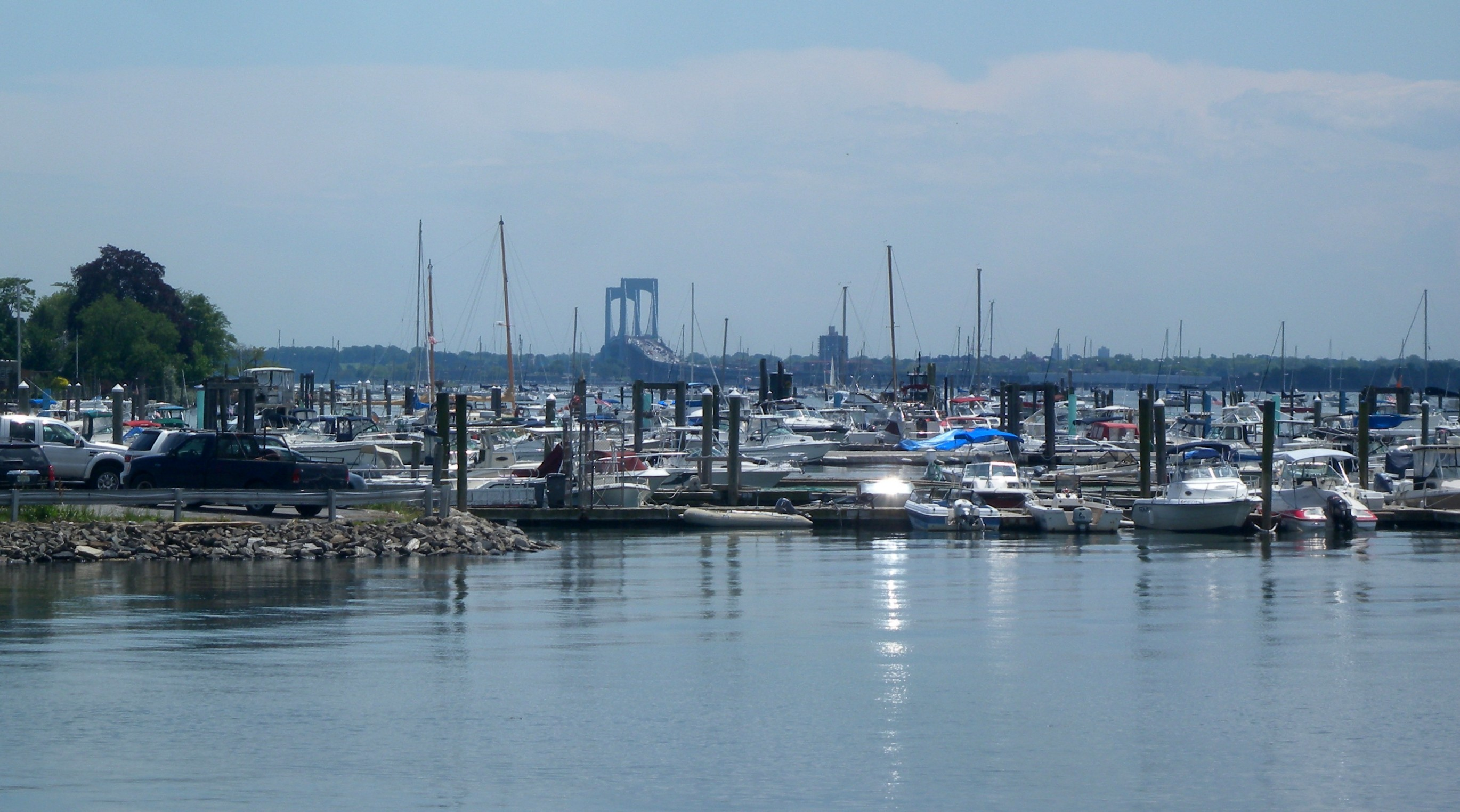
Kikötőrész
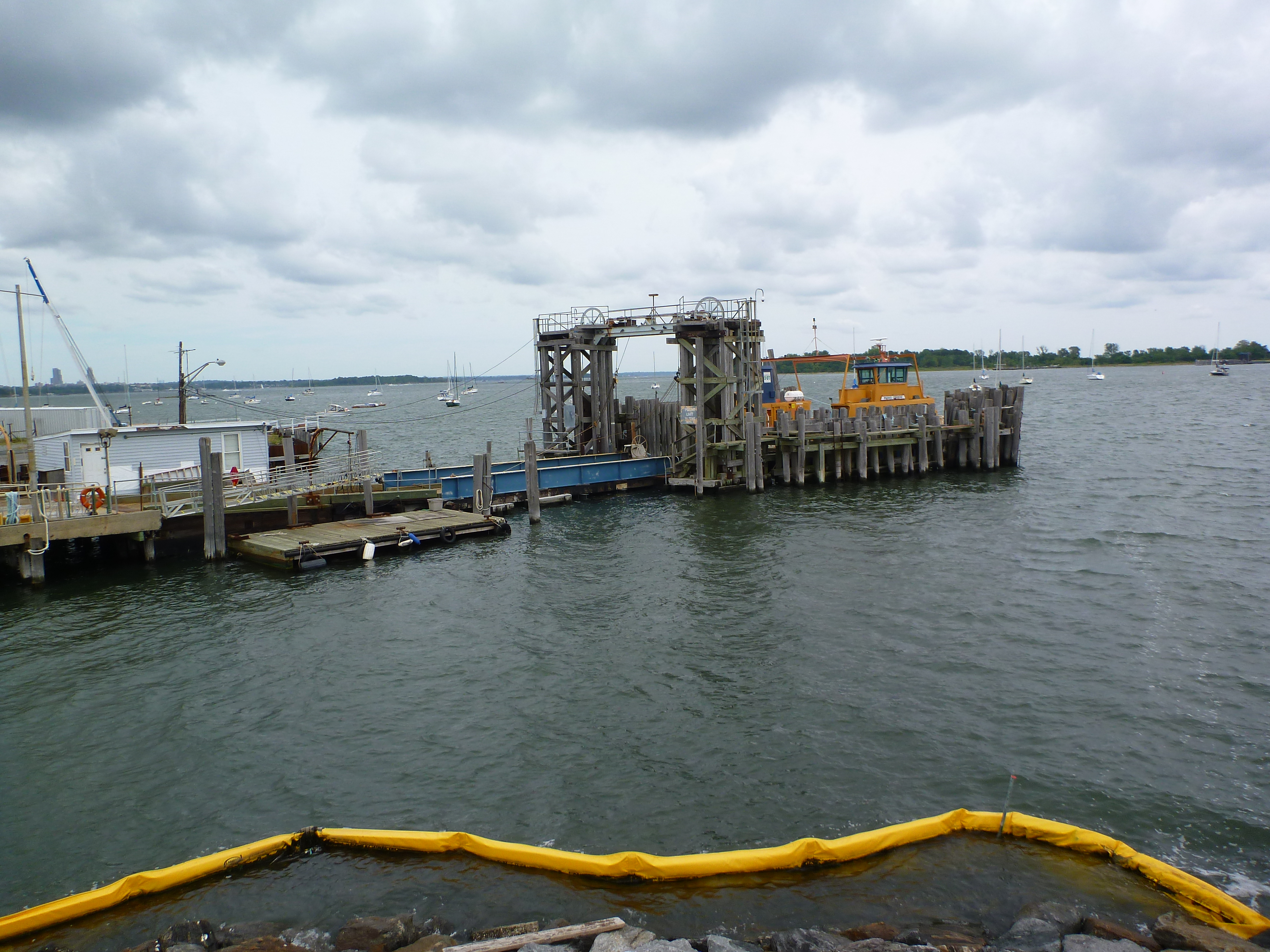
Kompkikötő a Hart Island felé